# Каррильо, Лилия
Лилия Каррильо Гарсия (исп. Lilia Carrillo García, 2 ноября 1930; Мехико — 6 июня 1974; там же) — мексиканская художница, принадлежащая к Поколению Разрыва, противникам мексиканской школы монументальной живописи, устоявшейся в стране к середине XX века. Она была обучена в традиционном стиле, но она отошла от него после учёбы в Париже в 1950-х годах. Во время, когда Каррильо вместе с мужем, абстракционистом Мануэлем Фельгуэресом изо всех сил боролись за признание своего творчества, им приходилось продавать работы мексиканских ремесленников и народного искусства. В итоге Лилии Каррильо удалось добиться того, чтобы её картины выставлялись на крупных площадках в Мехико и различных городах мира. Её работа была частью первой выставки Музея современного искусства в Мехико в 1964 году. После её смерти в 1974 году, её произведения удостоились почестей от Дворца изящных искусств (Мехико) и были выставлены в различных местах.

## Биография
Лилия Каррильо родилась 2 ноября 1930 года в семье генерала авиации Франсиско Каррильо и Сокорро Гарсии, будучи их единственным ребёнком. Отец бросил семью, когда Лилия была маленькой, и её мать воспитывала её одна.
Когда она была маленькой, Каррильо хотела стать астрономом. В детстве она была окружена интеллектуалами, поэтами и художниками, которые посещали её дом в Колонии Рома в Мехико. Её мать дружила с Марией Асунсоло и была хорошо знакома с такими людьми, как Диего Ривера, Давид Альфаро Сикейрос, Карлос Пельисер и Хуан Сориано. Будучи подростком Каррильо изъявила желание стать художницей, и её мать наняла для неё своего друга Мануэля Родригеса Лосано. Вскоре после этого Родригес Лосано помог ей поступить в Национальную школу живописи, скульптуры и гравировки «Изумруд» (исп. Escuela Nacional de Pintura, Escultura y Grabado «La Esmeralda») в 1947 году, которую она окончила с отличием в 1951 году. Родригес Лосано и школа «Изумруд» (а также художники Агустин Ласо, Карлос Ороско Ромеро и Антонио М. Руис, у которых она обучалась) строго придерживались академическому искусству, основанному на доминирующей тогда Мексиканской школе живописи. Учась в школе, Каррильо участвовала в росписи на бывшем монастыре Сан-Диего. Тогда она упала с лесов, повредив себе спину. Хотя Каррильо выздоровела, не исключено, что именно это стало источником её будущего недуга.
Поощряемая Хуаном Сориано к изучению других видов живописи Каррильо в 1953 году получила стипендию для учёбы в Париже, переехав туда со своим новым мужем Рикардо Гуэррой. Она поступила в Академия де ла Гранд Шомьер, где изучала авангардные движения, такие как кубизм, сюрреализм, экспрессионизм и различные формы абстрактного искусства. Однако первоначально Каррильо относилась к ним скептически.
Каррильо вернулась в Мексику в 1956 году после развода с Гуэррой. В 1960 году она вышла замуж за мексиканского художника-абстракциониста Мануэля Фельгуэреса в Вашингтоне, столице США. Оба они принадлежали к художникам Поколению Разрыва, которые имели проблемы с продажей картин. Супруги обратились к мексиканским ремеслам и народному искусству, чтобы заработать деньги для своего выживания. У пары было двое детей. В 1962 году она вместе с мужем отправилась в Перу, чтобы представить свои работы в местном Институте современного искусства. Там она также познакомилась с перуанскими авангардистами, такими как Фернандо де Шишло.
В конце 1970 года Каррильо перенесла аневризму позвоночника, что вынудило её пройти госпитализации в 1971 и 1972 годах в попытке оправиться от частичного паралича, но в итоге она вернулась домой в инвалидном кресле. Эти проблемы отстранили её от живописи до 1973 года, когда она начала снова, но работала менее активно, чем раньше. Для неё был сконструирован удобный мольберт, позволявший ей рисовать, Каррильо пользовалась им при создания работ для Музея современного искусства и Музея Тамайо (Мехико). Последний заранее приобрёл её вторую картину для себя, чтобы помочь ей оплатить больничные счета. Каррильо также создала пять картин для Галереи Понсе и одну для Галереи Хуана Мартина. Незадолго до своей смерти она оставила большую картину незаконченной. Каррильо умерла 6 июня 1974 года.

## Карьера
Её работы, преимущественно полотна, выставлялись в различных местах в Мехико, других частях Мексики и за рубежом, включая Вашингтон (США), Нью-Йорк, Токио, Лиму, Сан-Паулу, Мадрид, Барселону, Боготу и Гавану.
Её первые профессиональные выставки состоялись в Париже, в Доме Мексики и на Выставке иностранных художников в 1954 году. Когда Каррильо вернулась в Мексику в середине 1950-х годов, она работала преподавателем и начала выставлять свои работы европейского периода. У неё было несколько выставок в Галерее Антонио Соусы с 1957 по 1961 год, а затем в Галерее Хуана Мартина с 1963 по 1970 год, обе располагались в Мехико.
К основным выставкам в её карьере относятся выставки в Галерее Панамериканского союза в Вашингтоне в 1960 году, на VI Токийской биеннале в 1961 году, в Институте современного искусства в 1962 году в Лиме, Актуальное искусство Америки и Испании в 1963 году, в Доме озера в Мехико в 1964 году, Современная живопись Мексики в Доме Америк в Гаване в 1966 году.
Каррильо участвовала в первой выставке Музея современного искусства Мехико в 1964 году. Начиная с 1965 года, этот музей определял разрыв авангардного искусства с Мексиканской школой живописи, и работа Каррильо получила вторую премию на «Salón Esso», проходившем в этом же музее.
1969 был продуктивным годом для Каррильо, создавшей произведения, которые появились на нескольких выставках в Пуэрто-Вальярте, Париже и Национальном автономном университете Мексики.
Каррильо участвовала в коллективных выставках в Мехико, Сент-Луисе, Сан-Диего, Портленде (Орегон), Остине (Техас), Париже, Токио, Сан-Паулу, Мадриде, Барселоне и Барранкилье, а также в выставке «Конфронтации 66» во Дворце изящных искусств.
В дополнение к занятию живописью она основала Галерею Антонио Соусы вместе с Хуаном Сориано, Руфино Тамайо, Герцо и Мануэлем Фельгуэресом, которые поддерживали художников Поколения Разрыва. Каррильо также была членом-учредителем Независимого салона в Мехико. В течение 1960-х годов она также работала в области декораций и дизайна костюмов для различных постановок скандального режиссёра Алехандро Ходоровски. В 1970 году Каррильо создала мураль для выставки Экспо 70 в Осаке (Япония).
В 1974 году, уже после её смерти, прошла выставка её работ во Дворце изящных искусств, а в 1979 году — в «Promoción de las Artes» в Монтеррее. В 1992 году Музей современного искусства Монтеррея провёл выставку более 130 её произведений в память о ней. Работы Каррильо были включены в 1993 году в выставку «Regards de femmes, Europalia» в Музее современного искусства в Льехе (Испания), а также демонстрировались в Музее Хосе Луиса Куэваса в 2003 году.

## Стиль
Во время своей учёбы в школе «Изумруд» Каррильо отвергала абстрактное искусство, находясь под сильным влиянием доминирующей Мексиканской школы живописи. Её самые ранние работы фигуративны, такие как её автопортрет 1950 года. После того, как Хуан Сориано убедил её изучить другие художественные направления, она отправилась в Париж. Там она стала экспериментировать с кубизмом, под влиянием Матисса, Модильяни и Пикассо, а также с кубизмом, сюрреализмом, экспрессионизмом и абстрактным искусством в целом. Когда она вернулась в Мексику в середине 1950-х годов, в её творчестве уже чувствовалось влияние абстрактного искусства.
В 1950-х годах Каррильо стала приверженкой автоматизма, привнесённого в Мексику австрийским художником Вольфгангом Пааленом. Затем она перешла на свой собственный абстрактный стиль, который был классифицирован как «лирический неформальный абстракционизм» или «неформальный экспрессионизм». Каррильо никогда не отвергала подобные ярлыки, но всегда настаивала на том, что у неё не было специального метода для создания своих работ, или если она это делала, то он часто менялся.
Каррильо была частью Поколения Разрыва вместе с Висенте Рохо, Франсиско Корсасом, Хосе Луисом Куэвасом и другими художниками.